# Rovegno
Rovegno (ligur nyelven Roegno) település Olaszországban, Liguria régióban, Genova megyében. Lakosainak száma 486 fő (2023. január 1.). Rovegno Fontanigorda, Ottone, Rezzoaglio, Fascia és Gorreto községekkel határos.

## Népesség
A település lakossága az elmúlt években az alábbi módon változott:
| Lakosok száma | 533  | 511  | 486  |
|               | 2017 | 2018 | 2023 |